# Crimes of Passion (série télévisée)
Pour les articles homonymes, voir Crime of Passion.
Crimes of Passion (Mördaren ljuger inte ensam) est une mini-série de polar suédoise, réalisée en 2013, d'après six romans policiers de la romancière suédoise Maria Lang (de son vrai nom Dagmar Lange), écrits à la fin des années 1940 et au début des années 1950. Les épisodes sont coproduits par Svensk Filmindustri et la chaîne de télévision privée suédoise TV4.
Le premier épisode sorti dans les salles de cinéma suédoises le 8 mars 2013 reçut un accueil distant  et sans remous de la part des critiques suédois. Les cinq épisodes suivants sont sortis directement en DVD en Suède durant l'automne 2013 ont tous été disponibles en VOD sur TV4 subscription video on demand service TV4 Play Premium en juin 2014. En octobre et en novembre 2014, les 6 films sont diffusés sur TV4.

## Synopsis
Situés principalement à Bergslagen dans les années 1950, les épisodes suivent Puck Ekstedt, jouée par Tuva Novotny, son fiancé (qui deviendra son mari) Einar Bure joué par Linus Wahlgren, surnommé Eje, et leur ami commun, le commissaire de police Christer Wijk, joué par Ola Rapace, jusqu'à la résolution de plusieurs crimes.

## Distribution
- Tuva Novotny : Puck Ekstedt, étudiante en littérature policière, qui sort avec Einar
- Linus Wahlgren : Einar Bure, dit Eje, le petit-ami de Puck, plus tard son mari, et meilleur ami de Christer
- Ola Rapace : Christer Wijk, un commissaire de police de Stockholm

## Musique
Le thème musical qui illustre la série a été écrit et produit par les artistes Frid & Frid et interprété par Isabella Lundgren. Frid & Frid ont aussi participé à d'autres thèmes musicaux qui illustrent les six épisodes,.

## Production
La série a été produite par Pampas Produktion pour la chaîne de télévision suédoise TV4. Crimes of Passion est produite par Renée Axö et les films sont réalisés par Birger Larsen, Christian Eklöw, Christopher Panov, Molly Hartleb et Peter Schildt.

## Liste des épisodes
1. Le Cauchemar d'une nuit d'été (Mördaren ljuger inter ensam)
2. Le Roi Muguet du petit bois (Kung Liljekonvalje av dungen)
3. Leur dernier été (Inte flera mord)
4. Les Roses, l'Amour et la Mort (Rosor, kyssar och döden)
5. Rêves dangereux (Farliga drömmar)
6. Tragédie au presbytère (Tragedi på en lantkyrkogård)